# Małgorzata Łukasiewicz

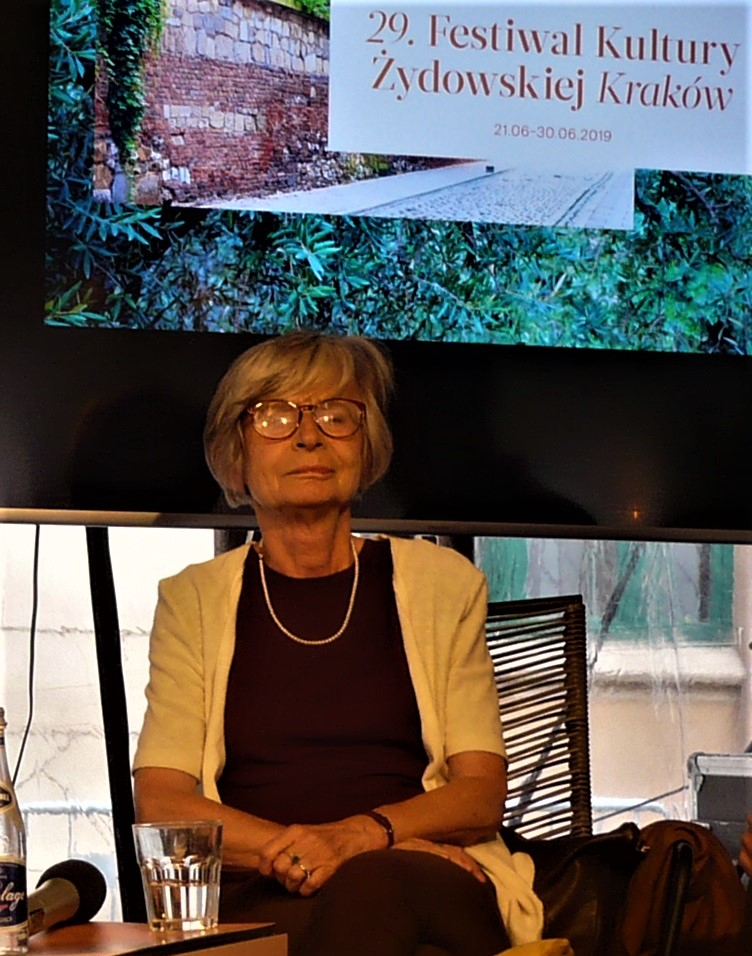
Małgorzata Łukasiewicz, 2019

Małgorzata Łukasiewicz (* 21. Mai 1948 in Warschau) ist eine polnische Übersetzerin und Literaturkritikerin.

## Leben
Łukasiewicz besuchte das Gymnasium in Warschau und legte dort 1966 das Abitur ab. Anschließend studierte sie Deutsch und Französisch an der Universität Warschau. Nach ihrem Diplom nahm sie ein Studium der Philosophie auf, das sie 1979 mit dem Magister abschloss. Während ihres Studiums übersetzte sie Gebrauchstexte, aber auch Stücke für das Theater des Polskie Radio, z. B. Pięć rozmoów z synem von Alexander Mischarin aus dem Russischen und Wilhelm i Alicja von Finn Havrevold aus dem Norwegischen. Weitere Übersetzungen und Artikel veröffentlichte sie von 1974 bis 1981 in der Zeitschrift Literatura na Świecie. Daneben engagierte sie sich seit 1976 öffentlich für die demokratische Opposition, weswegen sie nach dem Ausruf des Kriegsrechts von Dezember 1981 bis April 1982 interniert wurde. Nach ihrer Freilassung blieb sie aktiv in der Oppositionsbewegung. Als Stipendiatin verbrachte sie 1985 in Zürich (Fondation pour une entraide intellectuelle européenne), 1988 in Straelen (Europäisches Übersetzer-Kollegium), 1989 in Berlin (Robert Bosch Stiftung) und 1993 in Wien (Institut für die Wissenschaften vom Menschen). Als Redakteurin arbeitete sie von 1988 bis 1996 für den Verlag Czytelnik und von 1994 erneut für Literatura na Świecie. Sie gab von 1998 bis 2000 Übersetzerseminare an der Universität Warschau. Seit 2006 ist sie Jurymitglied des Literaturpreises Gydnia. In dem Hochschuljahr 2016/17 gab sie Seminare an der Jagiellonen-Universität in Krakau.
Sie wohnt in Warschau.

## Publikationen
- Robert Walser, 1990
- Rubryka pod różą, 2007
- Jak być artystą. Na przekładzie Thomasa Manna, 2011
- Dziwna rzecz pisanie, 2012
- Pięć razy o przekładzie, 2017

## Übersetzungen (Auswahl)
- Georg Simmel: Socjologia, 1975
- Fred Germonprez: Ludzie w cieniu, 1978
- Klaus Schlesinger: Michael, 1978
- Bertolt Brecht: Badeński moralitet o zgodzie, 1979
- Hans-Georg Gadamer: Rozum, słowo, dzieje. Szkice wybrane, 1979
- Jürgen Habermas: Teoria i praktyka. Wybór pism, 1993
- Jürgen Fuchs: Protokoły przesłuchań, 1985
- Heinrich Böll: Opiekuńcze oblężenie, 1986
- Hermann Hesse: Siddhartha. Poemat indyjski, 1988
- Hermann Hesse: W słońcu dawnych dni, 1988
- Helmuth Plessner: Pytanie o conditio humana, 1988
- Richard Wagner: Złoto Renu = Das Rheingold. Prolog w czterech scenach do tetralogii Pieścień Nibelunga, 1988
- Richard Wagner: Walkiria = Die Walüre. Dramat muzychny w 3 aktach, część pierwsza do tetralogii Pieścień Nibelunga, 1989
- Richard Wagner: Zmiersz bogów = Die Götterdämmerung. Dramat muzychny w 3 aktach, część trzecia do tetralogii Pieścień Nibelunga, 1989
- Richard Wagner: Zygfryd = Siegfried. Dramat muzychny w 3 aktach, część druga do tetralogii Pieścień Nibelunga, 1989
- Günter Grass: Niemieckie rozliczenia. Przeciwko tępemu nakazowi jedności, 1990
- Karl May: Przez dziki Kurdystan. Opowieść podróżnicza, 1990
- Patrick Süskind: Pachnidło. Historia pewnego mordercy, 1990
- Friedrich Nietzsche: Niewczesne rozważania, 1996
- W. G. Sebald: Czuję. Zawrót głowy, 1998
- Patrick Süskind: Trzy historie i jedno rozważanie, 1998
- Theodor W. Adorno: Minima Moralia. Refleksje z poharatanego życia, 1999
- Herman Hesse: Trzy  opowieści z życia Knulpa, 199
- Jürgen Habermas: Filozoficzny dyskurs nowoczesności, 2000
- Ralf Dahrendorf: Ponad granicami, 2003
- Jürgen Habermas: Przyszłość natury ludzkiej. Czy zmierzamy do eugeniki liberalnej?, 2003
- W. G. Sebald: Wyjechali, 2005
- Herman Hesse, Thomas Mann: Korespondencja, 2006
- Jürgen Habermas: Strukturalne przeobrażenia sfery publicznej, 2007
- W. G. Sebald: Austerlitz, 2007
- Patrick Süskind: Kontrabasista i inne utwory, 2007
- W. G. Sebald: Pieścienie Saturna. Angielska pielgrzymka, 2009
- Ingeborg Bachmann, Paul Celan: Czas serca. Listy, 2010
- Friedrich Nitzsche: Narodziny tragedii. Niewczesne rozważania, 2012
- W. G. Sebald: Wojna powietrzna i literatura, 2012
- W. G. Sebald: Campo Santo, 2014
- Max Frisch: Szkice do trzeciego dziennika, 2015
- Max Frisch: Z Dziennika berlińskiego, 2017
- Christine Lavant: Zapiski z domu wariatów, 2017

## Nominierungen und Auszeichnungen
- 2008: Longlist des Nike-Literaturpreises mit Rubryka pod różą
- 2008: Calwer Hermann-Hesse-Übersetzerpreis
- 2009: Deutsch-Polnischer Preis
- 2012: Longlist des Nike-Literaturpreises mit Jak być artystą. Na przekładzie Thomasa Manna
- 2018: Kazimierz-Wyka-Preis